# Alterung (Chemie)
Alterung ist eine Änderung der physikalischen und chemischen Eigenschaften eines Stoffes nach längerem Lagern oder bei Gebrauch. Viele Alterungsprozesse lassen sich durch erhöhte Temperatur (höher als Raumtemperatur oder als vorgeschriebene maximale Lagertemperatur) sowie durch physikalische und/oder chemische Einflüsse beschleunigen oder verlangsamen. Hohe Temperatur sowie Einwirkung von Sauerstoff in der Luft, Feuchtigkeit, Licht, ultraviolette Strahlung (UV-Licht) oder Röntgenstrahlung etc. kann den Alterungsprozess beschleunigen.
Eine Schutzatmosphäre aus reaktionsträgen Gasen (Inertgasen, z. B. Argon oder Reinstickstoff) kann den Alterungsprozess verlangsamen.

## Metallische Werkstoffe
Metallische Werkstoffe können ihre Eigenschaften durch Ausscheidungsvorgänge, als Folge von Diffusion interstitiell gelöster Teilchen, verändern. Als Folge solcher Prozesse sind Stahl und Eisen weniger formbar und zäh als zuvor. Zugleich nimmt die Härte und Sprödigkeit zu. Alterungsempfindlicher Stahl wird so besonders anfällig für Spannungsrisskorrosion und interkristalline Korrosion, was bei Spannbetonbauwerken (z. B. Brücken) zu erheblichen Stabilitätsproblemen führen kann.
Mitunter ist die Ausscheidung auch ein erwünschter Prozess, der eine Verbesserung bestimmter Eigenschaften (z. B. Härte bei der Stahlhärtung) zum Ergebnis hat.

## Nichtmetallische Werkstoffe

### Anorganische Stoffe
Nichtmetallische anorganische Werkstoffe (wie Mörtel, Beton und Baustoffe aus Naturgestein) altern in stärkerem Maße als metallische Werkstoffe. Bei der Alterung von Gelen, wie z. B. Kieselsäure, erfolgt oft eine Umgruppierung der regellos im Koagulat angeordneten Moleküle unter Bildung eines einigermaßen vollständigen Kristallgitters. Ähnliche Vorgänge laufen offenbar bei der Alterung von Niederschlägen ab: Frisch gefälltes Eisenhydroxid kann man kolloidal lösen, gealtertes Eisenhydroxid nicht.
Anorganische Farbstoffe sind in der Regel deutlich alterungsstabiler als organische Farbstoffe.

### Organische Stoffe

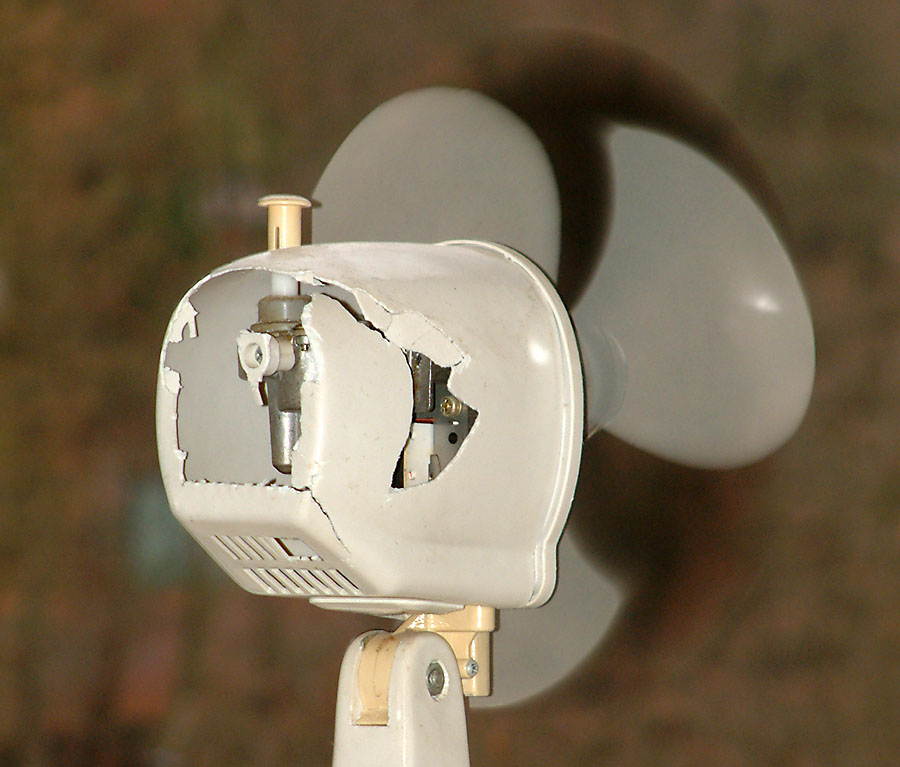
Alter Ventilator aus Kunststoff mit doppelter Schädigung durch UV-Licht: Versprödung des Gehäuses und Vergilbung des Scharniers

Kunststoffe (z. B. Polymere und besonders Elastomere) sind in der Regel noch anfälliger für Alterungsprozesse, besonders bei höherer Temperatur. Dann kann ein Abbau der Makromoleküle oder eine stärkere Vernetzung einhergehend mit Cyclisierungen erfolgen, wodurch die physikalischen und mechanischen Eigenschaften deutlich beeinflusst werden. In einigen Fällen sind derartige Abbaureaktionen erwünscht und werden gezielt herbeigeführt, um die Verarbeitungseigenschaften eines Werkstoffes zu verbessern. Ein anderes Motiv für die künstlich beschleunigte Alterung ist darin begründet, dass man die Alterung des Werkstoffes während des praktischen Gebrauchs minimieren möchte. Nicht zuletzt wird die beschleunigte Alterung auch zu Qualifizierungszwecken eingesetzt. Auf diese Weise kann die Alterung von Materialien bzw. Geräten (bspw. der Elektro- und Leittechnik), welche diese während ihrer gesamten Lebensdauer bzw. Einsatzdauer erleiden, in kurzer und damit praktikabler Zeit aufgeprägt werden. Anschließende Tests (Funktionstest, Eigenschaftstests, …) ermöglichen Aussagen zur Auslegung und zur Qualifizierung.
Organische Amine – besonders im flüssigen Aggregatzustand – altern bei Licht- und Luftzutritt. Dies ist dadurch erkennbar, dass sich frisch destillierte, meist farblose Amine braun verfärben. Hydrohalogenide (Hydrochloride, Hydrobromide etc.) und andere Salze dieser Amine altern hingegen viel langsamer, sind also deutlich lagerstabiler.
Die Lichtechtheit von Farbstoffen ist ein wichtiges Qualitätskriterium. Lichtechte Farbstoffe sind alterungsbeständiger als Farbstoffe, die unter Lichteinfluss verbleichen.
Die Maillard-Reaktion spielt bei der Alterung von Organismen eine Rolle.
Die Versprödung von Gummi ist auf einen Alterungsprozess zurückzuführen.
Lithium-ionen Batterien altern vor allem auf Grund von chemischen Reaktionen des Elektrolyten an den Elektrodenoberflächen. Die Alterung äußert sich hier durch Kapazitätsverlust und Zunahme des Innenwiderstands.

## Alterung bei pflanzlichen und tierischen Ölen und Fetten
Wenn die Triglyceride von Ölen und Fetten einen hohen Anteil an ungesättigten Fettsäuren enthalten, sind diese besonders alterungsempfindlich. Durch die Alterung werden solche Öle und Fette ranzig. Hingegen sind Triglyceride mit einem hohen Anteil an gesättigten Fettsäureresten viel länger lagerfähig.

## Verhinderung
Zur Verminderung der Alterung von Kunststoffen und Schmierstoffen werden Alterungsschutzmittel eingesetzt. Die Alterungsschutzmittel können in ihrer chemischen Struktur weit variieren. Manche Alterungsschutzmittel wirken als Antioxidantien, Lichtschutzmittel oder Radikalfänger.
Um pflanzliche und tierische Öle und Fette wenigstens vorübergehend vor dem Altern zu schützen, werden diese unter Lichtschutz (Lagerung in dunklen Flaschen oder Blechbehältern) bei tiefen Temperaturen im Kühlschrank aufbewahrt. Eine zusätzliche Lagerung unter Schutzgas (in der Praxis meist Stickstoff) hemmt den Alterungsprozess.